# Scylaceus
Genre
Scylaceus est un genre d'araignées aranéomorphes de la famille des Linyphiidae.

## Distribution
Les espèces de ce genre se rencontrent aux États-Unis et au Canada,.

## Liste des espèces
Selon World Spider Catalog (version 16.5, 27/11/2015) :
- Scylaceus pallidus (Emerton, 1882)
- Scylaceus selma (Chamberlin, 1949)

## Publication originale
- Bishop & Crosby, 1938 : Studies in Ameran spiders: Miscellaneous genera of Erigoneae, Part II. Journal of the New York Entomological Society, vol. 46, p. 55-107.